# گولسوم علی
گولسوم علی به ترکی استانبولی :(Gülsim Ali)زاده ۱۸ فوریه ۱۹۹۵ هنرپیشه دو ملیتی روسی و بلغاری است. وی از سال ۲۰۱۲ میلادی تاکنون مشغول فعالیت بوده‌است.

## فیلم‌شناسی
- ۲۰۱۲-خانم دهاتی (ایلکگون)
- ۲۰۱۶–۲۰۱۸-قیام ارطغرل (اسلیهان خاتون)
- ۲۰۱۹-رویارویی (عایشه گل)
- پایتخت عبدالله (گلجمال)
- ۲۰۲۰–۲۰۲۱-کوه دل (دیلک)